# Liste des comtes de Dammartin
La liste des comtes de Dammartin reprend l'ensemble des comtes de Dammartin-en-Goële.
Le nom Dammartin-en-Goële viendrait de Domnus Martinus, nom latin de saint Martin qui évangélisa la région de la Goële au IVe siècle.
Petite ville de l'arrondissement de Meaux dans le département de Seine-et-Marne, ancien bourg de la région d'Île-de-France, elle paraît remonter aux temps les plus reculés ; Dammartin-en-Goële, dit Velly, était en 1031 une des places les plus considérables de France.
Au centre de la plaine céréalière de France, le comté de Dammartin contrôlait les routes de Paris à Soissons et Laon.

## Maison de Dammartin-en-Goële
- ???-1037 : Manassès de Dammartin (mort en 1037)[1],[2], fils d'Hildouin III de Montdidier (cf. les articles Montdidier et Dammartin), seigneur de Ramerupt, marié à Constance de France (Héritière de Dammartin[3]
- 1037-1060 : Eudes de Dammartin (mort en 1060), fils du précédent
- 1060-1100 : Hugues de Dammartin (mort vers 1100/1103), frère de précédent, marié à Roharde de Bulles
- 1100-1105/1107 : Pierre de Dammartin (mort vers 1105/1107 en résistant à Louis VI à Gournay), fils du précédent ; père d'un éphémère comte (héritier) de Dammartin, peut-être nommé Hugues (II), mort jeune après 1107 en laissant une très jeune veuve (à l'époque, des enfants pouvaient épouser), Clémence de Bar, remariée vers 1129/1135 à Renaud II, comte de Clermont (1075 - vers 1152 ou 1156/1161). Ce dernier est un fidèle des rois capétiens Louis VI et Louis VII, et il assume de fait le comté de Dammartin dans les années 1130, 1140 et 1150[4],[5].
- vers 1107 : Adèle de Dammartin, morte vers 1140, dame de Bulles, sœur de Pierre, sans doute mariée 1° à Aubry (Ier) Payen de Mello[6] ?, puis 2° à Lancelin II de Beauvais dit de Bulles ou de Dammartin[7] (issu des châtelains et milites de Beauvais ; frère des évêques de Beauvais Foulques (évêque en 1089-1095) et Pierre (évêque en 1114-1133) : certains donnent l'évêque Foulques comme l'oncle de Lancelin II et Pierre, donc comme un frère de Lancelin Ier de Beauvais et un fils du miles/châtelain Foulques de Beauvais ; Postérité : les Beauvais-Dammartin-Bulles, dont Lancelin III), que Louis VI reconnaît comme comte de Dammartin (cité comme tel en 1111 par Suger ; un fidèle du roi, mais leurs relations se détériorent après 1111, Lancelin se rapprochant de Thibaut IV de Blois-Champagne). Remarquons qu'Adèle et ses deux maris n'ont été en quelque sorte que comtes-régents de Dammartin, avec l'assentiment du roi Louis VI, le comte titulaire Hugues (II), fils du comte Pierre, vivant au-delà de 1112. → Le comte Pierre et sa sœur Adèle de Dammartin auraient un frère, Eudes (II), qui serait l'auteur de la branche anglaise des Dammartin[8] sous le nom d'Eudes Ier, père entre autres enfants d'Aubri, seigneur de Norton, Suffolk, époux de Mathilde fille de Hamon de St-Clair, qui lui-même, rentré en France, aurait été chambellan/chambrier royal en 1122-1129 à la cour de Louis VI — mais les dates fonctionnent mal : il aurait alors été bien jeune ! — puis serait ensuite retourné chez Henri Beauclerc.
- 1107-1112 : peut-être Albéric/Aubri (Ier) (v. 1080-1111/1112) : s'il est avéré, il pourrait être Aubri Payen de Mello rencontré plus haut ?
- vers 1160-1183 : Albéric/Aubri II ou Ier (mort en 1183), Grand chambrier vers 1130 : il est soit le fils d'Adèle de Dammartin et d'Aubry de Mello ; soit le fils d'Aubry de Norton, rentré à son tour d'Angleterre et investi de La Ferté-Alais ; soit Aubry de Norton lui-même, retourné définitivement en France (selon les cas, le comte Aubri serait donc né entre 1100 et 1120/1130 ? ; on trouvera des références indexées à l'article qui lui est consacré).
- 1183-1200 : Albéric/Aubri III ou II (v. 1135-1200), fils du précédent, marié vers 1164 à Mathilde/Mahaut de Clermont-en-Beauvaisis, fille de Renaud II comte de Clermont ci-dessus et d'une épouse antérieure à Clémence de Bar.
- 1200-1214 : Renaud, comte d'Aumale, comte de Boulogne (v. 1165-1227), fils du précédent, marié en premières noces à Marie de Châtillon, et en secondes noces à Ide de Lorraine-Flandre, comtesse de Boulogne, (morte en 1216) (son frère cadet est Simon de Dammartin, comte d'Aumale et de Ponthieu, à l'origine d'une immense postérité).
- 1214-1259 : Mathilde (1202-1259), comtesse de Boulogne, d'Aumale et de Dammartin, fille du précédent, mariée en 1218 en premières noces à Philippe Ier Hurepel (1200-1234), comte de Clermont-en-Beauvaisis, et en 1235 en secondes noces à Alphonse III, roi de Portugal (1210-1279)

Après contestation entre les différents héritiers de Mathilde, le comté de Dammartin est attribué à Mathieu de Trie, petit-fils par sa mère d'Aubry III de Dammartin.

## Maison de Trie
- 1262-1272 : Mathieu de Trie (mort en 1272), fils de Jean Ier, seigneur de Trie et de Mouchy, et d'Aélis de Dammartin (fille d'Aubry III, sœur de Renaud et Simon) (Mathieu a parmi sa fratrie : - Renaud de Trie, héros de Bouvines, souche des Trie de Vaumain et Fontenay — probablement Vaumain et Fontenay-en-Vexin — père du Grand-maître Mathieu et grand-père du maréchal Mathieu et de l'archevêque Guillaume ; - Philippe, x Aliénor, fille de Gaucher III de Nanteuil).
- 1272-1302 : Jean II de Trie, comte de Dammartin (Jean Ier), tué à Courtrai à la bataille des Eperons d'or le 11 juillet 1302, fils du précédent et de Marsilie, fille de Mathieu III de Montmorency, marié en premières noces à Ermengarde, et en secondes noces vers 1274 à Yolande de Dreux (v. 1243-1313), fille de Jean Ier, comte de Dreux, et de Marie de Bourbon-Dampierre (dans la fratrie de Jean II : - Philippe de Trie, souche des Trie du Plessis-Billebaut, Mouchy, Mareuil et Fontenay, dont son petit-fils le maréchal Renaud ; - Thibaud, x Jeanne, fille de Guillaume de Bourris, dame de Villarceaux et Sérifontaine : souche des Trie de Sérifontaine, dont son arrière-petit-fils Renaud, mort en 1406, amiral de France et Grand-maître des Arbalétriers).
- 1302-1319 : Renaud II de Trie, comte de Dammartin (fils du précédent et de Yolande de Dreux, marié vers 1290 à Philippe, fille de Pierre de Beaumont-en-Gâtinais, Grand-chambrier de Sicile (le frère de Renaud, - Jean de Trie sire de Mouchy, mort en 1327, est maréchal de France : leur sœur - Mahaut épouse Henri II de Vergy, mort en 1333, d'où la suite des sires de Champlitte et Fouvent).
- 1319-1327 : Renaud III de Trie, fils du précédent et de Philippe de Beaumont-en-Gâtinais, mort sans postérité de son union en 1319 avec Hippolyte/Polie, fille d'Aymar V de Poitiers-Valentinois.
- 1327-1338 : Jean III de Trie (mort en 1336), frère du précédent et de Philippa de Beaumont, marié vers 1331 à Jeanne de Sancerre.
- 1338-1394 : Charles de Trie, fils du précédent et de Jeanne de Sancerre, marié vers 1351 à Jeanne d'Amboise, dame de Nesle et Mondoubleau, fille de Ingelger Ier d'Amboise.
- 1394-???? : Blanche de Trie, morte vers 1402, fille du précédent et de Jeanne d'Amboise, dame de Nesle et Mondoubleau (Blanche avait une sœur, Jeanne de Mondoubleau, aussi sans postérité), mariée vers 1400, sans descendance, à Charles Bureau de La Rivière, seigneur de la Rivière, Grand-Maître des Eaux et Forêts de France, mort vers 1429/1432, comte de Dammartin en survivance de sa femme jusqu'en 1418. Alors, Charles doit céder le comté à Antoine de Vergy-Fouvent et Champlitte (1375-1439 ; fils de Jean III et arrière-petit-fils d'Henri II et Mahaut de Trie-Dammartin ci-dessus).

## Maison de Châtillon
- ????-???? : Marguerite de Châtillon, fille de Jacqueline de Trie, sœur de Charles de Trie, et de Jean de Châtillon, comte de Porcien (Jacqueline avait épousé Jean comte de Porcien vers 1350), mariée à Guillaume de/du Fayel, vicomte de Breteuil.

## Maison de Fayel
- ????-1420 : Jean III de Fayel (mort vers 1420/1422 sans postérité de son union avec Jacqueline Paynel de Moyon), vicomte de Breteuil, comte de Dammartin, fils de Guillaume de Fayel, vicomte de Breteuil, et de Marguerite de Châtillon.
- 1420-142? : Marie de Fayel (sœur de - Jean III ; et de - Jeanne de Fayel, sans postérité de son union avec Jean IV de Bethencourt, souverain des Canaries), mariée à Renaud de Nanteuil d'Acy (certainement Nanteuil-le-Haudouin et Acy-en-Multien).

Les Anglais, qui occupent la moitié nord de la France, confisquent le comté de Dammartin pour le donner à un seigneur Bourguignon, Antoine de Vergy.

## Maison de Vergy
- Antoine de Vergy (mort en 1439), fils de Jean III de Vergy et de Jeanne de Chalon.

Il est un descendant des comtes de Dammartin : Jean III de Vergy est fils de Jean II de Vergy, lui-même fils d'Henri II de Vergy-Fouvent et de Mahaut de Trie ci-dessus, fille de Jean II de Trie, comte de Dammartin.

## Maison de Nanteuil
En chassant les Anglais, Charles VII récupère le comté de Dammartin et le rend à ses propriétaires légitimes.
- Renaud de Nanteuil, époux de Marie de Fayel de Breteuil de Dammartin.
- Marguerite de Nanteuil, fille des précédents, mariée en 1439 à Antoine de Chabannes.

## Maison de Chabannes
- 1439-1488 : Antoine de Chabannes de St-Fargeau et Toucy en Puisaye (1402-1488)[9], Grand-maître de France, grand-oncle du maréchal de La Palice, époux en 1439 de Marguerite de Nanteuil-Dammartin.
- 1488-1503 : Jean de Chabannes (v. 1462-1503)[10], fils du précédent, marié 1° à Marguerite d'Anjou, fille naturelle de Nicolas duc de Lorraine (d'où - Anne de Chabannes, x 1496 sans postérité Jacques II de Coligny-Châtillon, mort en 1512 à Ferrare des suites de la bataille de Ravenne) ; et 2° à Suzanne de Bourbon-Roussillon (1466-1531), fille de l'amiral Louis de Bourbon, comte de Roussillon, et de Jeanne de Valois, dame de Mirebeau (fille naturelle de Louis XI) [→ Jean de Chabannes avait comme fratrie : - Jeanne de Chabannes, x 1° 1469 Marquès Roger de Beaufort-Canillac d'Alès et d'Anduze, et 2° 1485 Jacques d'Apcher ; - Jacqueline de Chabannes, x 1469 Claude-Armand XIV de Polignac, mort en 1509 ; - Anne de Chabannes, x Robert de Balsac d'Entragues ; - trois enfants naturels, bâtards de Chabannes : Jacques (archer dans la compagnie de Gilbert de Chabannes ; mort en 1495 dans l'expédition de Naples), Marie (morte av. 1501 ; x François de Cugnac), et Hélène de Chabannes (x 1° Pierre de Chandio de Brinay, gouverneur d'Auxerre et de l'Auxerrois, et 2° Jacques de Veilhan-au pays de Ventadour et de Neuvic, gouverneur de la Puisaye en 1506)].
- 1503-1516 : Avoye de Chabannes (v. 1490/1494 : 1493 - ap. 1542) (cf.[10]-p. 317-328 ; et[11]), dame de Toucy, Courtenay, Montpensier, Villemomble, comtesse de Dammartin et, pour moitié, de Roussillon (fille, semble-t-il cadette, du comte Jean et Suzanne de Bourbon), resta sans postérité de ses trois unions avec 1° 1504 Aymon/Émon/Edmond de Prie (mort en 1511), fils de Louis de Prie et neveu d'Aymar de Prie de Buzançais de Montpoupon (elle lui laisse Toucy), 2° 1511 Jacques (mort en 1515), sire de Bommiers et Mauléon, fils de Louis de La Trémoille, et 3° (dans les années 1520) Jacques de Brisay/de Brizay de Beaumont de Villegongis (mort ap. 1533).  → Sa sœur Antoinette de Chabannes, dame de St-Fargeau (née v. 1489/1492 plutôt qu'en 1498 ; morte en 1519 plutôt qu'en 1527/1529), fille (semble-t-il aînée) du comte Jean et Suzanne de Bourbon, marie avant 1506 René d'Anjou-Mézières (1483-1521), baron de Mézières, fils de Louis d'Anjou (lui-même fils illégitime de Charles IV d'Anjou, comte du Maine) et de Louise/Anne de La Trémoille

## Maison d'Anjou-Mézières
- 1516-1547 : Françoise d'Anjou-Mézières (née v. 1505/1510 ; morte ap. 1547) (son frère Nicolas d'Anjou-Mézières continua les seigneurs de Mézières et St-Fargeau ; aussi comte pour moitié de Roussillon), fille d'Antoinette de Chabannes et René d'Anjou-Mézières, mariée 1° 1516 à Philippe III de Boulainvilliers (mort en 1536 à Péronne), comte de Fauquemberghe, sire de Verneuil sur Oise (cf. l'article Henri), et 2° 1538 à Jean III de Rambures : Postérité des deux unions. C'est à l'occasion de son 1er mariage, encore enfant, en octobre 1516 que sa tante Avoye lui abandonne le comté de Dammartin, plus des terres aux confins du Gâtinais et de la Puisaye : Courtenay, St-Maurice, Champignelles, Chantecoq, Piffonds..., venues des comtes Antoine et Jean de Chabannes.

## Maison de Boulainvilliers
- 1547-1554 : Philippe IV de Boulainvilliers[12], fils des précédents. Sa mère lui donna le comté en 1547, qu'il revendit au connétable Anne de Montmorency en 1554.

## Maison de Montmorency
- 1554-1567 : Anne de Montmorency (1492-1567), baron puis duc de Montmorency, marié en 1529 à Madeleine de Savoie
- 1567-1579 : François de Montmorency (1530-1579), duc de Montmorency, marié en 1557 à Diane de France, sans postérité
- 1579-1614 : Henri Ier de Montmorency (1534-1614), fils du précédent, duc de Montmorency, etc., marié en 1558 en premières noces à Antoinette de La Marck (1542-1591), et en 1593 en secondes noces à Louise de Budos (1575-1598)
- 1614-1632 : Henri II de Montmorency (1595, mort exécuté 1632), fils du précédent et de Louise de Budos, duc de Montmorency, etc.

Le roi confisque ses biens et donne Dammartin au prince de Condé. Le comté a alors perdu de son importance, et le château est démantelé.

## Maison de Bourbon-Condé
- 1632-1646 : Henri II de Bourbon (1558-1646), prince de Condé, marié à Charlotte de Montmorency (1594-1650), sœur d'Henri II de Montmorency

Le comté se transmet dans leur descendance jusqu'à la Révolution.